# Usoła (rejon gornomarijski)
Usoła (ros. Усола) – wieś (sieło) w Rosji, w Mari El, w rejonie gornomarijskim. W 2010 liczyła 250 mieszkańców.